# Barbra Streisand’s Greatest Hits Volume 2
Barbra Streisand’s Greatest Hits Volume 2 – kompilacyjny album amerykańskiej piosenkarki Barbry Streisand, wydany w 1978 roku. Był on kontynuacją wydanej osiem lat wcześniej składanki Barbra Streisand’s Greatest Hits. Płyta dotarła do 1. miejsca na liście sprzedaży w USA, gdzie otrzymała status pięciokrotnej platyny.

## Lista utworów
Strona A
| 1. | „Love Theme from A Star Is Born (Evergreen)”           | 3:04  |
|    |                                                        |       |
| 2. | „Love Theme from Eyes of Laura Mars (Prisoner)”        | 3:57  |
|    |                                                        |       |
| 3. | „My Heart Belongs to Me”                               | 3:21  |
|    |                                                        |       |
| 4. | „Songbird”                                             | 3:45  |
|    |                                                        |       |
| 5. | „You Don’t Bring Me Flowers” (duet z Neilem Diamondem) | 3:26  |
|    |                                                        |       |
|    |                                                        | 17:33 |
|    |                                                        |       |
Strona B
| 1. | „The Way We Were”                  | 3:30  |
|    |                                    |       |
| 2. | „Sweet Inspiration/Where You Lead” | 6:20  |
|    |                                    |       |
| 3. | „All in Love Is Fair”              | 3:52  |
|    |                                    |       |
| 4. | „Superman”                         | 2:47  |
|    |                                    |       |
| 5. | „Stoney End”                       | 2:58  |
|    |                                    |       |
|    |                                    | 19:27 |
|    |                                    |       |

## Notowania
| Kraj                              | Pozycja |
| --------------------------------- | ------- |
| Australia                         | 2       |
| Kanada                            | 1       |
| Nowa Zelandia (RMNZ)              | 1       |
| Stany Zjednoczone (Billboard 200) | 1       |
| Wielka Brytania (UK Albums Chart) | 1       |

## Certyfikaty
| Kraj                     | Certyfikat          |
| ------------------------ | ------------------- |
| Kanada (Music Canada)    | 3 × platynowa płyta |
| Stany Zjednoczone (RIAA) | 5 × platynowa płyta |
| Wielka Brytania (BPI)    | platynowa płyta     |